# Peter Van Den Begin

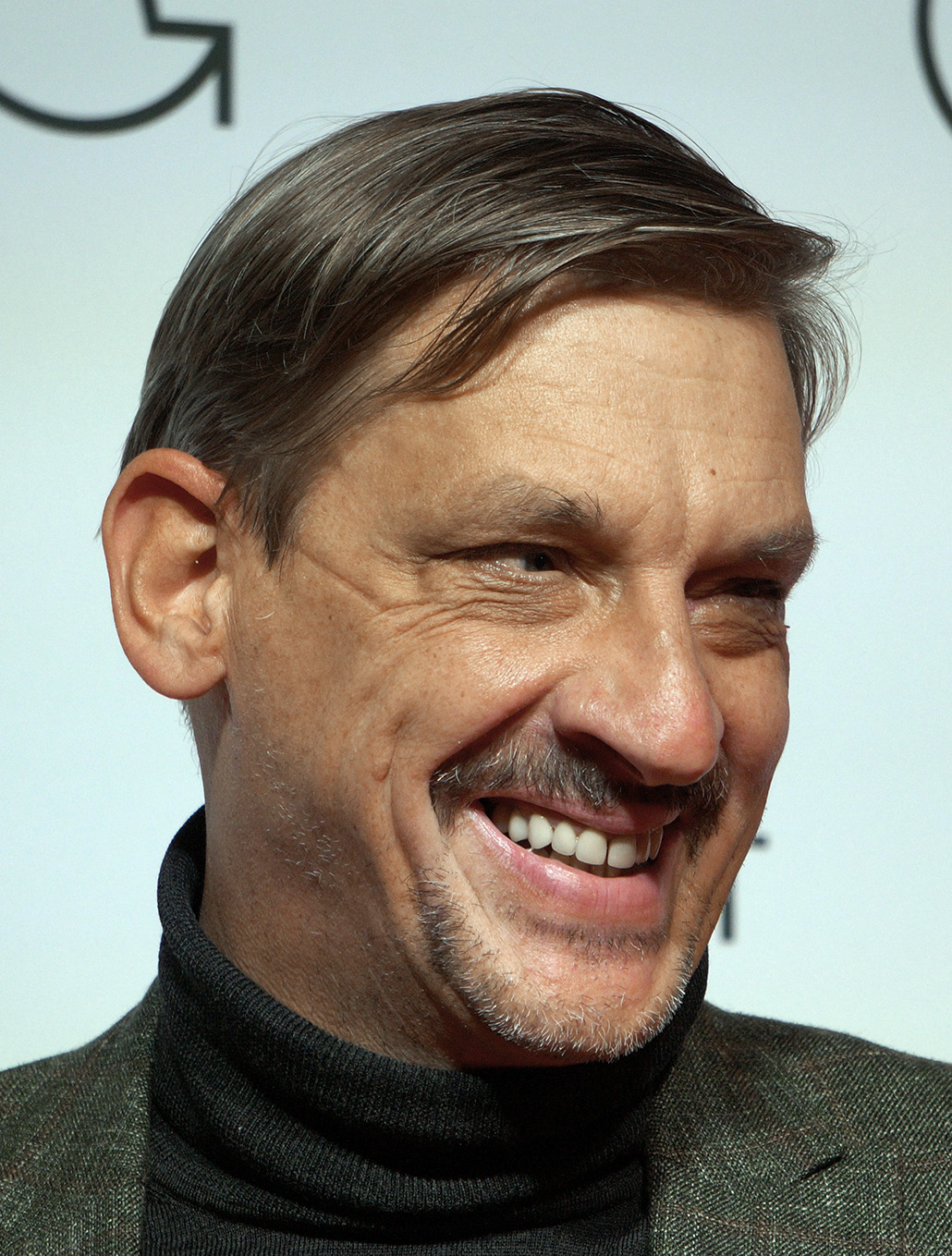
Peter Van Den Begin (2020)

Peter Alfons Christiaan Van Den Begin (* 25. Oktober 1964 in Berchem) ist ein belgischer Schauspieler und Drehbuchautor. Er hat zwei Töchter mit der Schauspielerin und Sängerin Tine Reymer.

## Leben
Zu seinen ersten Theateraufführungen gehören Theaterstücke wie De Straat (Ronald Van Rillaer), Droomspel (Mannen van den Dam) und De getemde feeks (TheaterMalpertuis). Danach hat er in verschiedenen und zahlreichen Stücken gespielt. Bei Blauwe Maandag Compagnie hat er in solchen Stücken wie All for love, Joko und Vrijen met dieren gespielt.

## Auszeichnungen
Beim Gent Film Festival 2017 erhielt Van de Begin zwei Preise der flämischen Schauspielergilde als bester Schauspieler für seine Rolle in Risjaar Drei (Olympique Dramatique & Toneelhuis) und für seine Darstellung im Film „King of the Belgians“.
Bei der Ensors-Verleihung 2018 erhielt er eine Auszeichnung für den besten Schauspieler in einer Fernsehserie, Tabula Rasa.

## Filmografie
- 1986: De Paniekzaaiers
- 1989: Zapp
- 1991: De getemde feeks
- 1991: De bossen van Vlaanderen
- 1993: De zevende hemel
- 1993: Moeder, waarom leven wij?
- 1995: Hoogste tijd
- 1995: De (V)Liegende Doos
- 1996: Alles moet weg
- 1996: De tijdreiziger
- 1997: Windkracht 10
- 1998: Verbrande aarde
- 1998: De Raf en Ronny Show
- 1998: Out (* 1998 film)
- 1998: Dief!
- 1998: Le bal masqué
- 1999: Wooww
- 1999: Kaas
- 1999: Raf en Ronny II
- 1999: Film 1
- 2000: Bruxelles mon amour
- 2000: Maria
- 2000: Penalty
- 2000: Team Spirit
- 2000: Plop in de Wolken
- 2001: Debby en Nancy Laid Knight
- 2001: Raf en Ronny III
- 2001: De verlossing
- 2003: Verder dan de maan
- 2003: Team Spirit 2
- 2004: De duistere diamant
- 2004: Sketch à gogo
- 2004: 10 jaar leuven kort
- 2004: Erik of het klein insectenboek
- 2005: Team Spirit - de serie 2
- 2005–2008: Matroesjka's (Matrioshki – Mädchenhändler)
- 2005: Lepel
- 2005: Vet Hard
- 2005: Enneagram
- 2005: Een Ander Zijn Geluk
- 2005: Als 't maar beweegt
- 2005: Buitenspel
- 2005: De Parelvissers
- 2007: Debby & Nancy's Happy hour
- 2007: Firmin
- 2007: Matroesjka's 2
- 2008: Fans
- 2008: Wit Licht
- 2009: Oud België
- 2009: Anubis en de wraak van Arghus
- 2009: True West
- 2009: Dirty Mind
- 2009: Suske en Wiske: De Texas rakkers
- 2009: Peter & De Wolf
- 2010: Frits & Freddy
- 2010: Oliver!
- 2011: Peter & De Wolf
- 2011: Allez, Eddy!
- 2012: Met Man en Macht
- 2012: Deadline 14.10
- 2014–2017: Hollands Hoop
- 2016: Den Elfde van den Elfde
- 2016: Everybody Happy
- 2017: Tabula Rasa
- 2017: Dode Hoek
- 2017: Storm: Letters van Vuur

Zusammen mit Stany Crets hat er geschrieben:
- De Raf en Ronny Show (1998)
- Raf en Ronny II (1999)
- Debby en Nancy Laid Knight (2001)
- Raf en Ronny III (2001)
- Sketch à gogo (2004)
- Als 't maar beweegt (2005)
- Debby & Nancy's Happy hour (2007)

## Theater
- Risjaar Drei (2017)
- Oliver! (2010–2011) – musical
- Licht aan! A.U.B. (2006)
- Bloedarm (2002)
- De krippel (2002)
- Joko (1993)
- All for love (1993)
- Wilde Lea (1991)
- De meeuw (1989)
- Droomspel (1986)
- De Straat (1984)